# Declaration
Declaration är det amerikanska metalcorebandet Bleeding Throughs femte studioalbum, utgivet i september 2008 på Trustkill Records i USA och på Roadrunner Records i Europa.
Declaration var bandets enda skiva med den australiensiske gitarristen Jona Weinhofen (I Killed the Prom Queen, Bring Me the Horizon). Han ersatte Scott Danough.
Albumet nådde plats 104 på Billboard-listan.
Musikvideor spelades in till "Germany" och "Death Anxiety".

## Låtlista
1. "Finis Fatalis Spei" (instrumental) – 1:54
2. "Declaration (You Can't Destroy What You Can Not Replace)" – 3:47
3. "Orange County Blonde and Blue" – 2:40
4. "Germany" – 3:22
5. "There Was a Flood" – 5:48
6. "French Inquisition" – 4:13
7. "Reborn from Isolation" – 4:31
8. "Death Anxiety" – 3:30
9. "The Loving Memory of England" – 1:27
10. "Beneath the Gray" – 3:32
11. "Seller's Market" – 2:38
12. "Sister Charlatan" – 8:47

## Medverkande
Musiker
- Brandan Schieppati – sång
- Brian Leppke – gitarr
- Jona Weinhofen – gitarr
- Ryan Wombacher – basgitarr
- Marta Peterson – keyboard
- Derek Youngsma – trummor

Bidragande musiker
- Tim Lambesis – sång
- David Nassie – gitarr
- Elyse Jacobson – violin
- Josh Belvedere – violin
- Eric Edington-Hryb – viola
- Doug Gorkoff – cello

Produktion
- Devin Townsend – producent, inspelningstekniker, mixning
- Dean Maher – inspelningstekniker
- Mike Young – redigering
- Greg Reely – mastering
- Justin Kamerer – art direction, illustrationer, design